# Autoroute A67 (Pays-Bas)
Pour les articles homonymes, voir A67.
L'autoroute néerlandaise A67 (en néerlandais Rijksweg 67) est une autoroute des Pays-Bas.
Cette autoroute correspond au tronçon néerlandais de l'E34. L'autoroute est la prolongation de l'Autoroute belge A21, qui franchit la frontière néerlandaise au sud de Reusel. L'autoroute passe à Eindhoven, où une partie du parcours est commune à l'A67 et à l'A2. À Venlo, l'autoroute rejoint la frontière allemande et devient la Bundesautobahn 40 jusqu'à Dortmund.

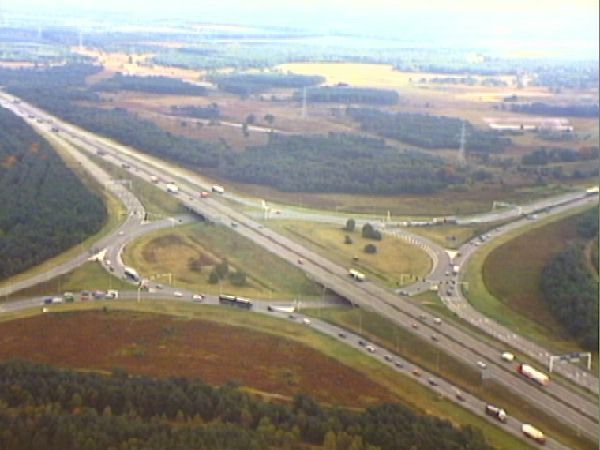
Échangeur Leenderheide (A2 - A67)

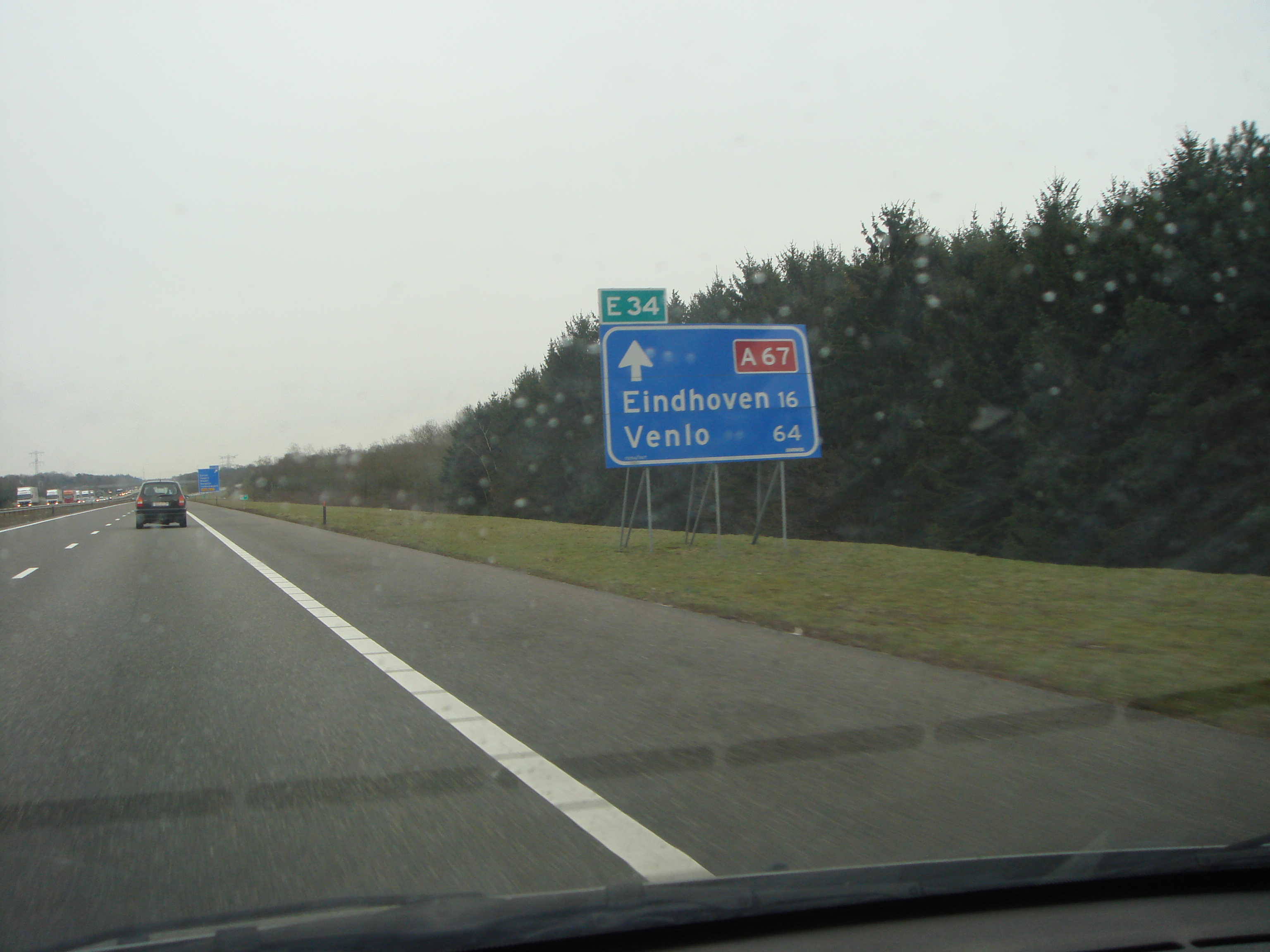
Panneau kilométrique au niveau de la sortie 32

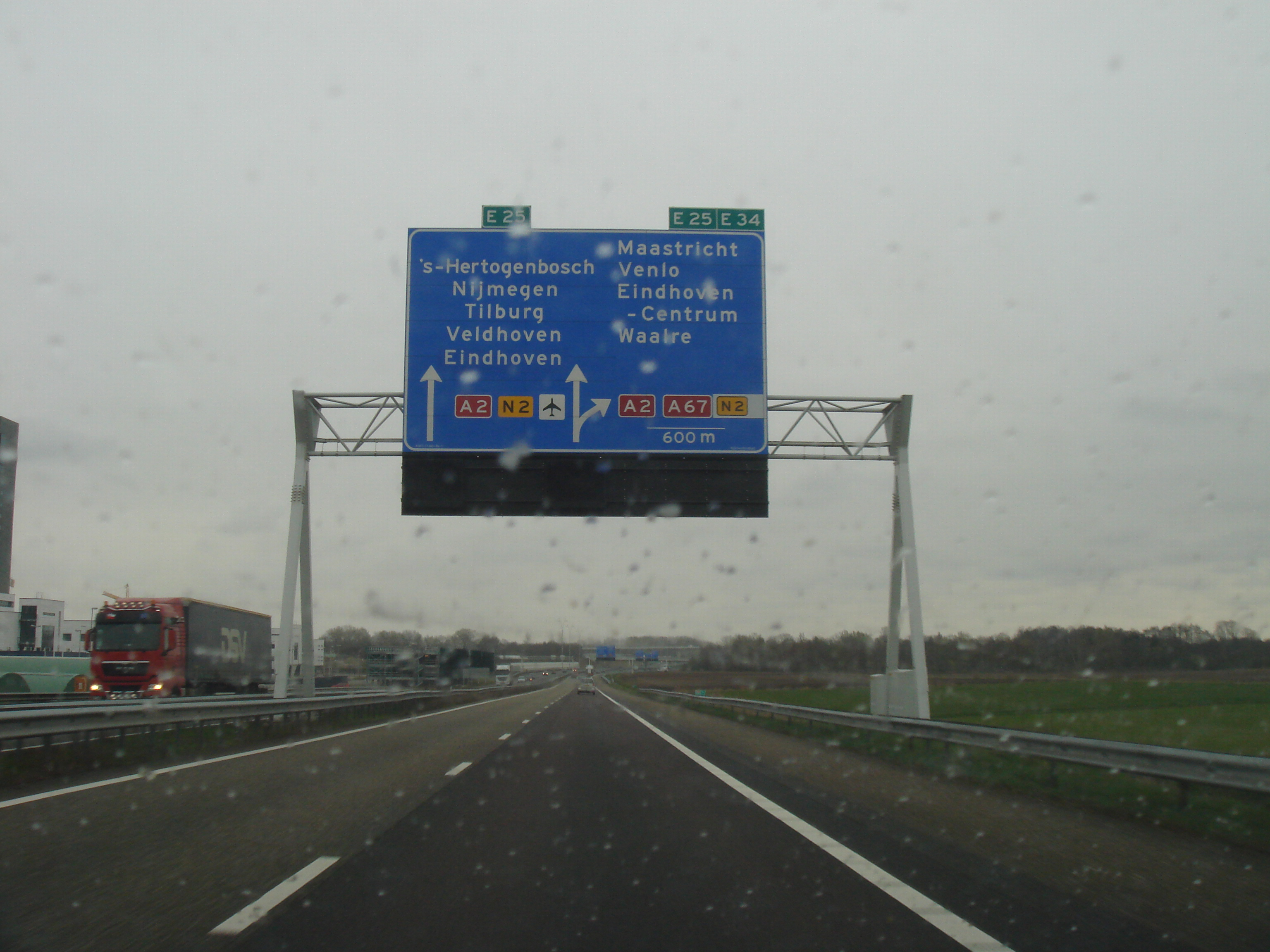
Panneau au niveau de l'échangeur De Hogt (A2 - A67)

## Source
- (nl) Cet article est partiellement ou en totalité issu de l’article de Wikipédia en néerlandais intitulé « Rijksweg 67 » (voir la liste des auteurs).